# Black Arrow
Black Arrow var en brittisk rymdrakettyp som utvecklades under 1960-talet och flög fyra gånger mellan 27 juni 1969 och 28 oktober 1971. Vid den sista flygningen placerades Storbritanniens första satellit, Prospero X-3, i låg omloppsbana runt jorden. Storbritannien är det enda landet i världen som själv utvecklat teknik för att placera satelliter i omloppsbana runt jorden och efter första satelliten övergett tekniken.

## Första steget
Första steget hade en Gamma 8-raketmotor, en raketmotor med 8 brännkamrar och drevs av RP-1 och väteperoxid

## Andra steget
Andra steget hade en Gamma 2-raketmotor, en raketmotor med 2 brännkamrar och drevs av RP-1 och väteperoxid

## Tredje steget
Tredje steget bestod av en Waxwing fastbränsle raket.

## Uppskjutningar
| Nr | Datum (GMT) | Nyttolast | Utförande  |
| -- | --- | --------- | ---------- |
| 1  | 28 juni 1969, 22:58 |           | Misslyckad |
| 1  | Test av raketens första och andra steg. Problem med första stegets vektor dragkraft gjorde att uppskjutningen misslyckades. |           |            |
| 2  | 4 mars 1970, 21:15 |           | Lyckad     |
| 2  | Test av raketens första och andra steg.                                                                                     |           |            |
| 3  | 2 september 1970, 00:34 | Orba      | Misslyckad |
| 3  | |           |            |
| 4  | 28 oktober 1971, 04:09 | Prospero  | Lyckad     |
| 4  | Första och hittills enda brittiska satelliten som skjutits upp av en brittisk raket                                         |           |            |